# Dijana Števin
Dijana Števin, née le 23 octobre 1986 à Zrenjanin, est une handballeuse internationale serbe, évoluant au poste d'arrière droite

## Biographie
Dijana Števin évolue au club du Cercle Dijon Bourgogne de 2013 à 2016. 
En 2016, elle s'engage avec le HBC Celles-sur-Belle, nouveau promu en 1re division pour la saison 2016-2017.

## Palmarès

### En club
Compétitions nationales
- vainqueur du championnat de Serbie en 2011 (avec ŽRK Zaječar)
- vainqueur de la coupe de Serbie en 2011 (avec ŽRK Zaječar)

### En équipe nationale
championnat d'Europe
- 11e place au championnat d'Europe 2018 (France)

championnat du monde
- 6e place au championnat du monde 2019 (Japon)